# جي فور إس

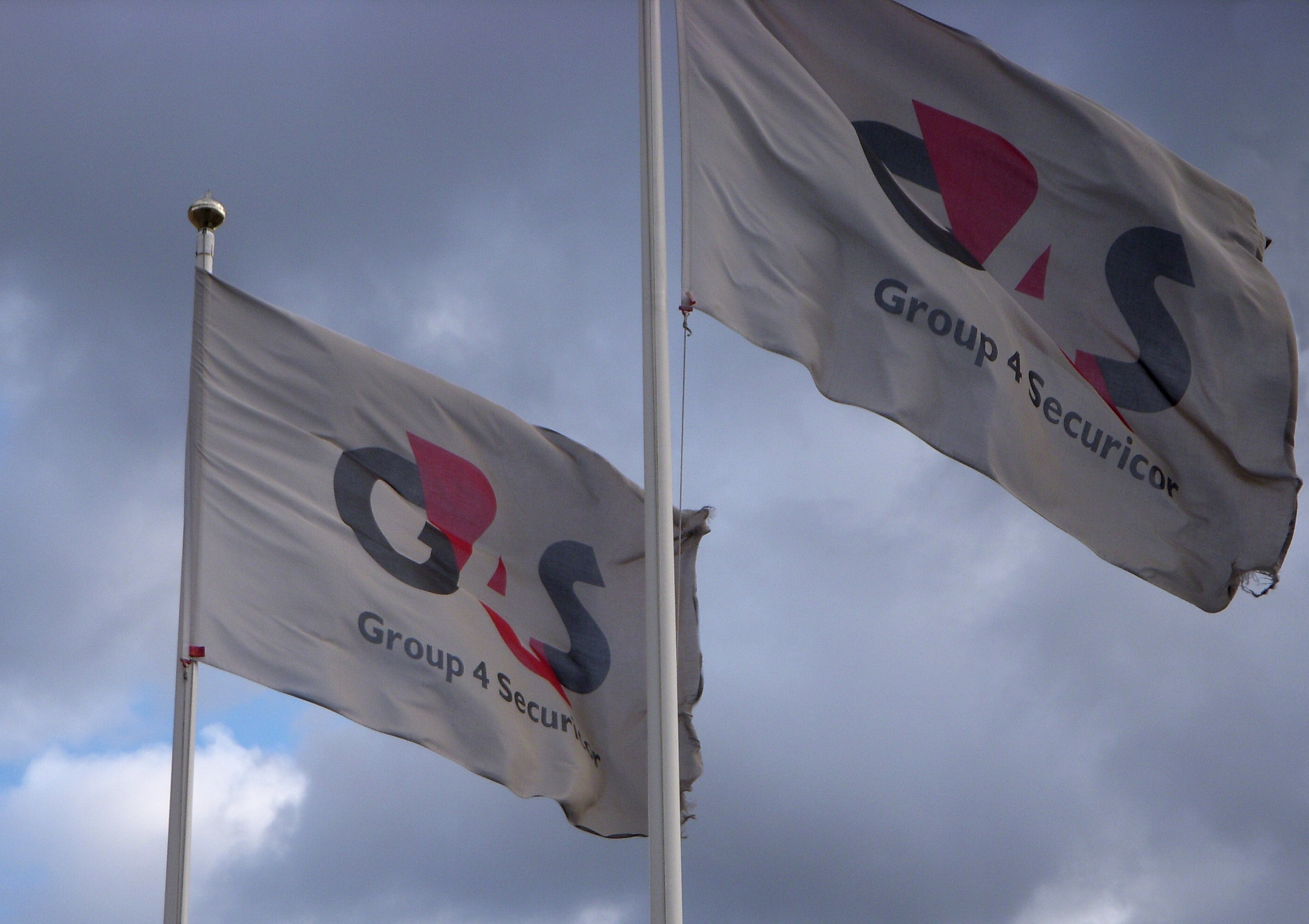
أعلام الشركة تُرفع في أماكن تواجدها، كالسجون البريطانية

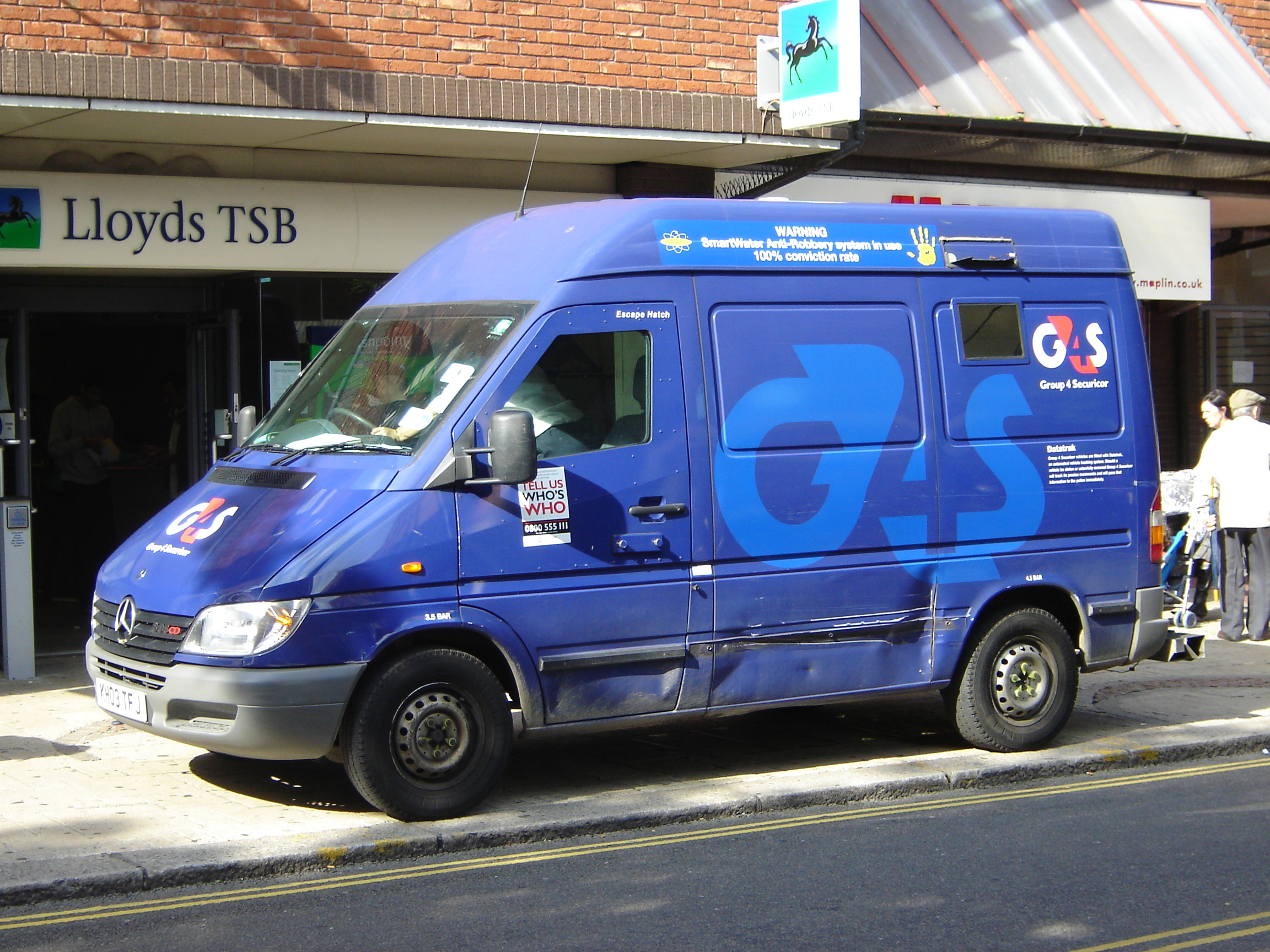
سيارة نقل أموال مدرعة للشركة توصل شحنة لفرع بنك لويدز في بريطانيا.

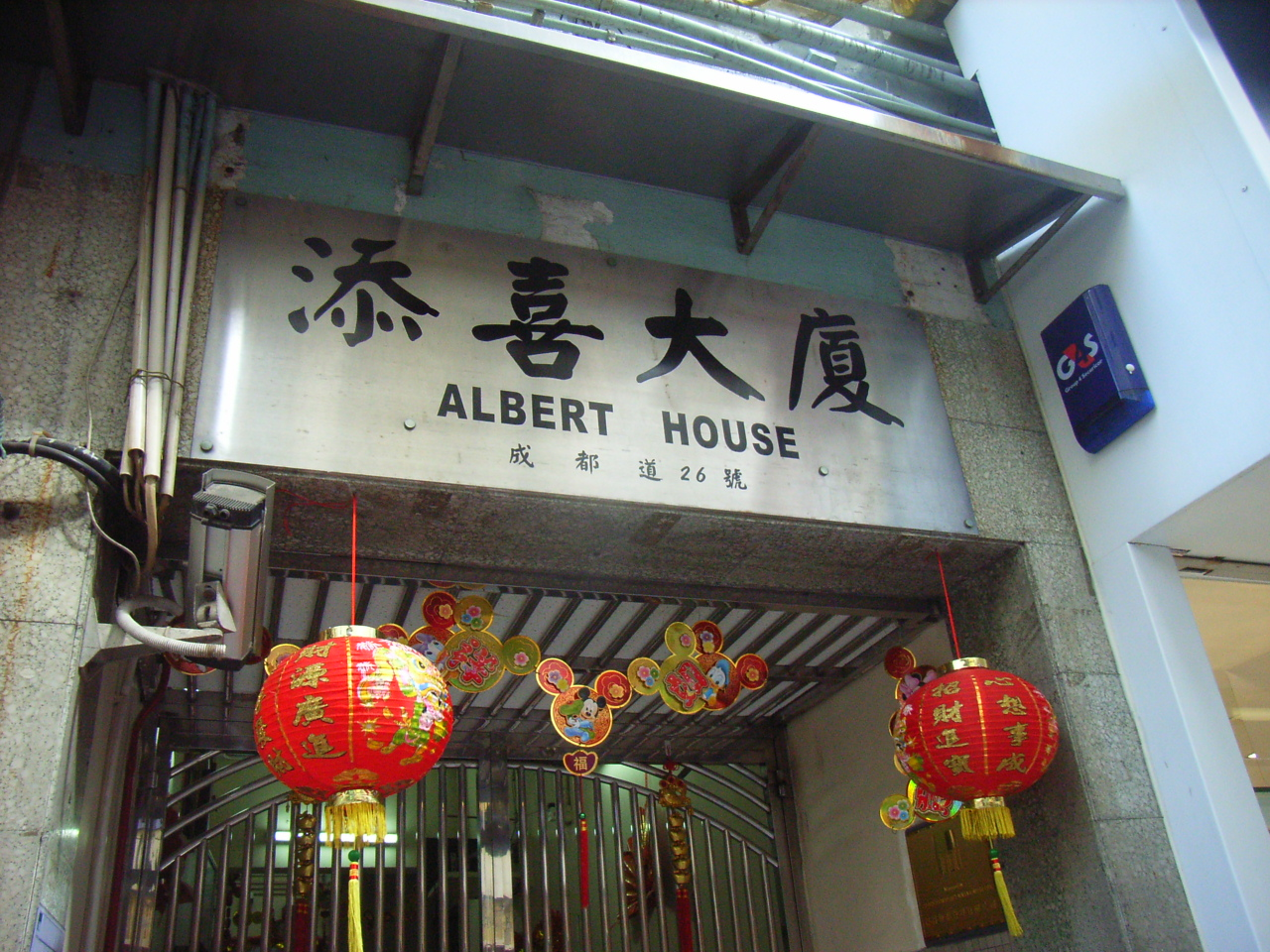
جرس إنذار للشركة على مطعم في هونغ كونغ.

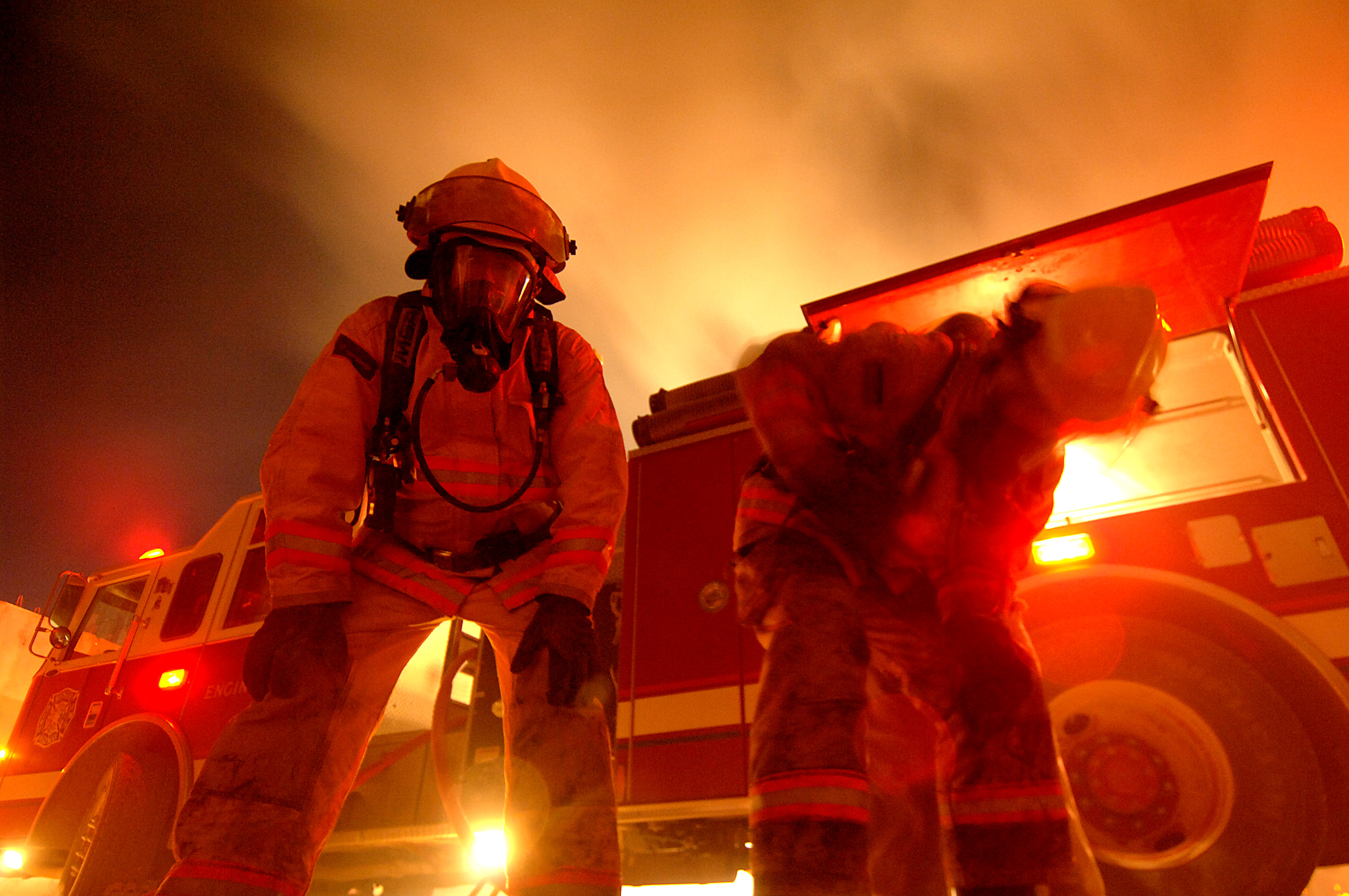
رجلا مطافئ شركة «واكنهات» التي اندمجت في «جي فور إس» يكافحون حريق نشب في قاعدة عسكرية أمريكية قرب الموصل في أحداث ما بعد حرب العراق 2003.

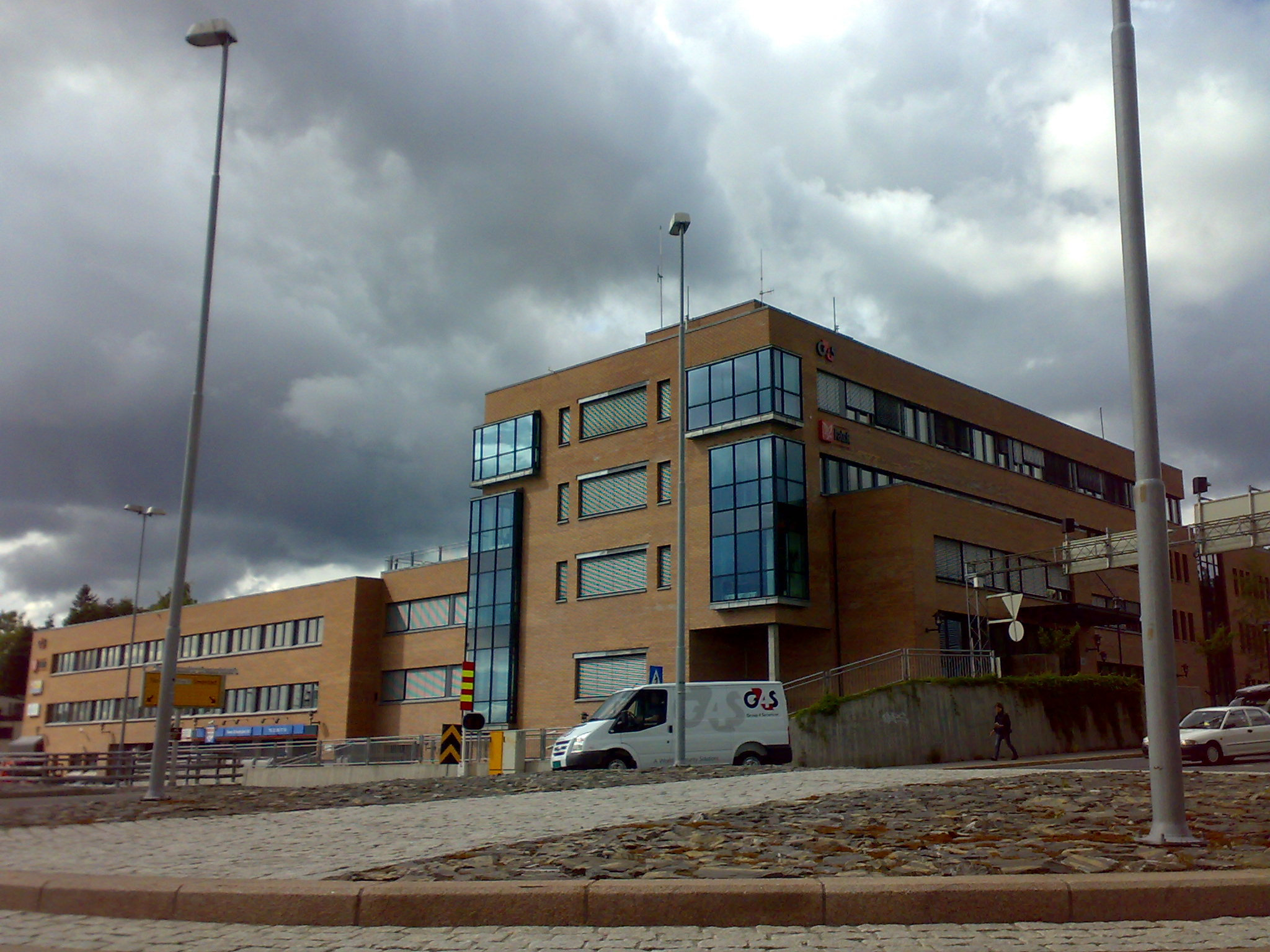
مكاتب الشركة في أوسلو النرويج

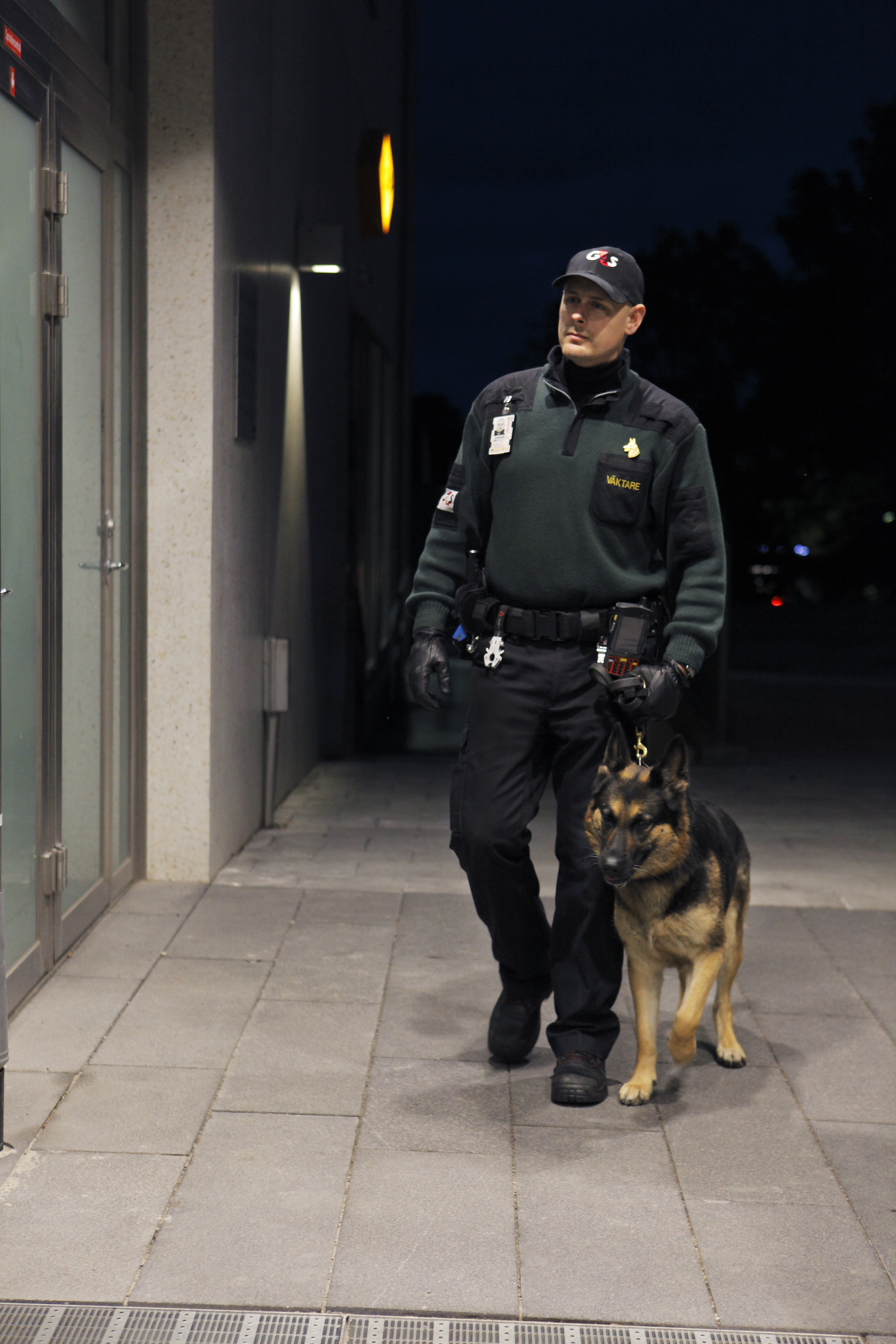
حارس للشركة معه كلب بوليسي

جي فور إس (بالإنجليزية: G4S)‏ (سابقا مجموعة 4 شركة سيكيوريكور) هي شركة متعددة الجنسيات بريطانية الأصل للخدمات الأمنية، وتوصف بأنها أكبر «جيش خاص» في العالم، مقرها الرئيسي في كرولي الواقعة جنوب لندن في ويست ساسكس.
وتعتبر ثالث أكبر موظِّف قطاع خاص في العالم بعد وال مارت وفوكسكون فلها أكثر من 657 ألف موظف وتصنّف على أنها أكبر شركة أمنية ;و عسكرية في العالم (من حيث العوائد والعمليات في 125 دولة حول العالم).
جي فور إس هي شركة خدمات أمنية و عسكرية خاصة بريطانية متعددة الجنسيات مقرها في لندن، إنجلترا.
تأسست الشركة في عام 2004 عندما اندمجت شركة سيكيوريكور ومقرها لندن مع مجموعة الأعمال الدنماركية 4 فالك. تقدم الشركة مجموعة من الخدمات، بما في ذلك توريد أفراد الأمن ومعدات المراقبة ووحدات الاستجابة والنقل الآمن للسجناء. تعمل جي فور إس أيضًا مع الحكومات في الخارج لتوفير الأمن.
جي فور إس هي أكبر شركة أمنية في العالم تقاس بالإيرادات. لديها عمليات في أكثر من 90 دولة. مع أكثر من 570.000 موظف،  هي ثالث أكبر صاحب عمل خاص في العالم، وأكبر صاحب عمل خاص في أوروبا وأفريقيا، ومن بين أكبر الشركات في بورصة لندن. جي فور إس لديها قائمة رئيسية في بورصة لندن وهي أحد مكونات مؤشر FTSE 250.
تعرضت الشركة لانتقادات وشاركت في العديد من الجدل.
في ديسمبر 2020، وافق مجلس إدارة ومساهمو جي فور إس على عرض استحواذ بقيمة 5.1 مليار دولار أمريكي من شركة ألليد يونيفرسال. ستوظف الشركات المندمجة أكثر من 750.000 شخص على مستوى العالم وستتقاسم إيرادات تزيد عن 18 مليار دولار أمريكي 
توفر جي فور إس الأمن لقطاعات حكومية وشركات محددة: الطاقة والمرافق والمواد الكيميائية / البتروكيماوية والمؤسسات المالية والمستشفيات ومرافق الرعاية الصحية والشركات الكبرى وصناعة البناء والموانئ والمطارات والمجتمعات السكنية وعقارات التجزئة والتجارية وأنظمة النقل.
ومن بين العملاء شركة غلاكسو سميث كلاين  والجمارك وحماية الحدود الأمريكية.

## التاريخ

### الأصول
تعود أصول شركة جي فور إس إلى شركة حراسة تأسست في كوبنهاغن في عام 1901 على يد ماريوس هوغريف، المعروف أصلاً باسم كوبنهافن فريدريكسبيرغ ناتيفاجت (كوبنهاغن وفريدريكسبيرغ نايت واتش) ثم أعيدت تسميته فيما بعد بفالك (فالكون).
في عام 2000، اندمجت شركة جروب فور، وهي شركة أمنية تأسست في الستينيات، مع شركة فالك لتشكيل جروب فور فالك  وبحلول عام 2000، تم وصف الشركة بأنها «أكبر شركة أنظمة أمان خاصة في العالم». في عام 2002، ذهبت جروب فور فالك لشراء شركة واكنهوت في الولايات المتحدة.

### من 2004 إلى 2010ج
تم تشكيل جي فور إس في يوليو 2004، عندما اندمجت أعمال جروب 4 فالك الأمنية مع شركة سيكيوريكور لإنشاء مجموعة 4 سيكيوريكور وبدأت التداول في بورصتي لندن وكوبنهاجن. في عام 2005، خلف نيك باكلز لارس نوربي يوهانسن كرئيس تنفيذي، وفي عام 2006، تم طرح هوية العلامة التجارية الجديدة جي فور إس، التي صممها راسل جونسون من وكالة التصميم البريطانية ستايلس، عبر أعمالها في جميع أنحاء العالم. في نفس العام، خلف ألف دوش بيدرسن يورغن فيليب سورنسن ليصبح الرئيس غير التنفيذي للشركة.
في أعوام 2006 و 2007 و 2008، كانت جي فور إس موضوع حملة عالمية قام بها عمال نقابيون زعموا أن الشركات التابعة لها تقوض معايير العمل وحقوق الإنسان. نظمت بعض هذه الجماعات تحت راية إس إي آي يو ‏ الممولة التركيز على مجموعة 4 سيكيوريكور. دعمت هذه المجموعة الاحتجاجات في الاجتماع العام السنوي لشركة مجموعة 4 شركة سيكيوريكور في لندن في 2005.
أظهر تقرير وزارة الخارجية الأمريكية لعام 2006 حول حقوق الإنسان في إندونيسيا، والذي صدر في مارس 2006، النزاع الجاري في جاكرتا مع مجموعة 4 / شركة سيكيوريكور. في يوليو / تموز 2006، حقق عمال سكيوريكور الإندونيسيون فوزًا كبيرًا - لكن النشطاء استمروا في دعم عمال المجموعة الرابعة في سكيوريكور. عارضت الشركة هذه الادعاءات وأشارت إلى علاقاتها القوية مع النقابات في جميع أنحاء العالم، بما في ذلك جي إم بي في بريطانيا. في مارس 2008، أُعلن أن شركة جي فور إس تتولى مسؤولية مجموعة سكوتش ومجموعة روك ستيدي - التي تشرف على الأحداث الرياضية والموسيقية الكبرى في المملكة المتحدة. تضمنت فعاليات روك ستيدي حفلات لايف 8 في لندن ونهائي كأس الاتحاد الإسكتلندي ومهرجان التنزيل. في أبريل 2008، استحوذت جي فور إس على شركة رونكو كونسولتنج، إحدى الشركات العالمية الرائدة في مجال الأعمال الإنسانية والتجارية المتعلقة بالألغام والتخلص من الذخائر والأمن.
في مايو 2008، استحوذت جي فور إس على ارمور جروب انترناشونال. استحوذت جي فور إس أيضًا على GSL، وهي مزود لخدمات العدالة الخارجية، في مايو 2008. وفي نفس الشهر أيضًا، استحوذت جي فور إس على شركة بروغارد سيكيورتز الصربية. في عام 2008، استحوذت جي فور إس أيضًا على شركة تاتش كوم. مقابل 23 مليون دولارًا أمريكيًا . يقع شركة تاتش كوم. في منطقة بيرلينجتون / بيدفورد، ماساتشوستس. تم الانتهاء من تغيير العلامة التجارية لشركة شركة تاتش كوم. إلى جي فور إس بحلول 1 يناير 2012. في ديسمبر 2008، أعلنت جي فور إس و يو إن آي جلوبال يونيون ‏ إطلاق شراكة التوظيف الأخلاقية، والتي ستقود التحسينات في المعايير عبر صناعة الأمن العالمية. بالتزامن مع ذلك، توصلت جي فور إس وإس إي آي يو إلى اتفاق لإنهاء نزاعهما الطويل وإنشاء إطار للعمل معًا لصالح الموظفين.
في عام 2009، واصلت جي فور إس الاستحواذ على شركتين: سيكورا موند الدولية المحدودة وشركة شيريمور انترناشيونال الهندسية المحدودة، وهما شركتا الأوراق النقدية المتخصصتان الرائدتان في المملكة المتحدة والشركات الاستشارية التقنية والتجارية ذات الأمان العالي. أول ستار إنترناشونال مقابل 60 مليون دولار،  واحدة من الشركات الرائدة في إدارة المرافق ودعم العمليات الأساسية التي تقدم خدمات للحكومة الأمريكية؛ أديستا، المزود الأمريكي لأنظمة الأمان وأنظمة الاتصالات المتكاملة؛ وهيل & اسوشيتس للاستشارات المحدودة، المزود الرائد في آسيا للخدمات الاستشارية المتخصصة لتخفيف المخاطر. وقع حادث سطو على مروحية فاستبرغا في 23 سبتمبر 2009 في الساعة 05:15 بتوقيت وسط أوروبا عندما تم سرقة مستودع للخدمات النقدية جي فور إس في فاستبرغا في جنوب ستوكهولم، السويد. في خريف عام 2009، أضرب موظفو جي فور إس في أستراليا، بحجة أن الشركة عرضتهم لأجور منخفضة وظروف عمل سيئة. عرّض الإضراب عمليات نظام المحاكم في ولاية فيكتوريا للخطر. قدم الحراس فحصًا عند نقاط الدخول بحثًا عن الأسلحة والقنابل في كل من محكمة المقاطعة ومحكمة الصلح، بالإضافة إلى إجراءات أمنية إضافية في غرف المحكمة نفسها.

### منذ عام 2010
استحوذت جي فور إس على النقد الجنوب أفريقي في شركة سكايكوم للنقل في سبتمبر 2010. ثم في أبريل 2011، اشترت مجموعة كوتسوولد، وهي شركة مراقبة وتحقيقات.

#### اقتناءات مراقبة التوجيه
في أبريل 2011، استحوذت جي فور إس على شركة جايدنس مونوترنج، وهي مصممة ومصنّعة دولية لتقنيات المراقبة الإلكترونية، بما في ذلك الأجهزة والبرامج المستخدمة لرصد الجناة وتعقبهم. في ديسمبر 2011، استحوذت جي فور إس على أصول شاب إمرجنسي ريسبونس، وهي شركة قابضة رئيسية كبيرة في المملكة المتحدة. تم الانتهاء من الصفقة في 17 ديسمبر 2011. تم الآن دمج الأعمال في خدمة الاحتفاظ بالمفاتيح والاستجابة الحالية.

#### إحباط الاستحواذ على ISS
في 17 أكتوبر 2011، أعلنت جي فور إس أنها ستشتري مجموعة إدارة المرافق أي أس أس أيه/أس ومقرها الدنمارك مقابل 5.2 جنيه إسترليني مليار. الاستحواذ كان سيخلق أكبر شركة لإدارة المرافق في العالم. في غضون أسبوعين، تم إسقاط الصفقة بسبب نقص دعم المساهمين. روى رئيس جي فور إس، نيك بوكس، أحداث عملية الاستحواذ الفاشلة التي كلفت الشركة عشرات الملايين من الدولارات، باعتبارها «... واحدة من أكثر التجارب المؤلمة في حياتي». اعترض مزيج من المستثمرين المؤسسيين الذين قادوا الاستجابة والمساهمين الأقلية الذين تبعوا، على مجموعة متنوعة من العوامل، ليس أقلها الرافعة المالية والديون الإضافية التي ستقدمها الصفقة إلى الميزانية العمومية لشركة جي فور إس. الإجماع العام هو أن الافتقار إلى التخطيط لاستجابة المساهمين من جانب جي فور إس حُكم عليه بالفشل. علاوة على ذلك، تساءل العديد من المستثمرين والمحللين عن سبب رغبة الشركة في شراء شركة بعيدة حتى الآن عن مجال خبرتها. استقال ألف دوش بيدرسن من منصب رئيس جي فور إس بعد فشل هذا الاستحواذ وحل محله جون كونولي.

#### الإدارة والتغييرات الأخرى
في مارس 2012، أعلنت جي فور إس أنها ستبيع شركة جي فور إس جوفرمنت سوليوشنز «المتعثرة» (واكنهوت وأول ستار سابقاً) للخروج من خدمات الحكومة الأمريكية. في مايو 2013، استقال باكلز من منصب الرئيس التنفيذي لشركة جي فور إس بمبلغ 1.2 جنيه إسترليني مليون مكافأة وحل محله أشلي المنزا.

#### عدم الوفاء بعقد لندن 2012 الأمني
في 12 يوليو 2012، أُعلن أنه سيتم نشر 3500 جندي بريطاني في دورة الألعاب الأولمبية الصيفية لعام 2012 بسبب النقص في طاقم الأمن جي فور إس المدربين تدريباً كافياً، حيث ادعى النائب العمالي كيث فاز أن «جي فور إس قد خذلنا البلاد ولقد اضطررت إلى إرسال القوات». انخفضت الأسهم في جي فور إس لاحقًا بنسبة تسعة في المائة بعد أن ادعت الشركة أنها تواجه 50 جنيهًا إسترلينيًا محتملة مليون خسارة نتيجة الفشل في توفير عدد كافٍ من الموظفين المدربين لدورة الألعاب الأولمبية 2012. في 17 يوليو، مثُل الرئيس التنفيذي للشركة، نيك بوكس، أمام لجنة الشؤون الداخلية المختارة، حيث اعتذر عن الإخفاقات التنظيمية، وأعرب عن أسفه لتوليه عقد الأمن الأولمبي، ووافق من حيث المبدأ على دفع مكافآت للجنود الذين تمت صياغتهم في آخر لحظة كموظف أمن بديل. تحت ضغط النائب العمالي ديفيد وينيك، اضطر للاعتراف بأن الوضع التنظيمي أصبح «فوضى مذلة».
في نيوكاسل، تم استبدال جي فور إس بـ 500 موظف من شركات الأمن المحلية للأحداث الأولمبية. في اسكتلندا، جُردت شركة جي فور إس من دورها الأمني وتمريرها إلى شرطة ستراثكلايد. في بحيرة دورني، مكان التجديف والتجديف الأوليمبي، أفاد مدير جي فور إس أن أجهزة الراديو جي فور إس لا تعمل، لذلك كان الموظفون يعتمدون على الهواتف المحمولة الشخصية للتواصل؛ وأكدت جي فور إس أن المكان كان يديره أفراد عسكريون بعد أن فشل 66 في المائة من موظفي جي فور إس المدرجين في القائمة في الحضور. وذكر مدير المكان أن أجزاء من نظام الدوائر التلفزيونية المغلقة قد تم استبدالها بالفعل بدوريات الجيش وأن سيطرة الجيش كاملة كانت «على الورق».
في 22 يوليو 2012، أفاد مقاول أن ثلث موظفيه المتوقعين لم يحضروا؛ بدلاً من ذلك، تم إرسال مجموعة من الطلاب المراهقات بشكل أساسي من الإناث مع الحد الأدنى من التدريب، وقد رفضهم لأنه لم يشعر بالراحة في تركهم لأداء واجباتهم الليلية. في 8 أغسطس 2012، أعلنت جي فور إس أنها تعاقدت أخيرًا مع عدد كافٍ من الموظفين للوفاء الكامل بعقدها للألعاب الأولمبية. على الرغم من عدم وجود هدفها الأولي البالغ 10000، أعلنت جي فور إس عن إرسال 7000 فرد يوميًا إلى الملاعب الأولمبية، بطريقة شعروا أنها ستسمح لهم بتأمين كل مكان بشكل كامل. بعد فشل عقد الألعاب الأولمبية، أوصى رجال الشرطة الرئيسيون في بيدفوردشير، وكمبريدجشير وهيرتفوردشاير، بالتخلي عن أعمال الاستعانة بمصادر خارجية لشركة جي فور إس. وكانوا مدعومين من قبل جيم بايس، وزير الزراعة وعضو البرلمان عن حزب المحافظين لجنوب شرق كمبريدجشير. بعد الألعاب الأولمبية، قدمت جي فور إس تبرعًا بقيمة 2.5 جنيه إسترليني مليون للجمعيات الخيرية العسكرية كبادرة حسن نية.

#### بيع واكنهوت باكستان
أعلنت جي فور إس في أواخر أغسطس 2012 أنها ستبيع قسمها في باكستان، واكنهوت باكستان المحدودة، إلى رئيسها إكرام سيجال مقابل 10 دولارات تقريبًا مليون حسب الفايننشال تايمز . عارض اكرام سجقال هذا الرقم، واصفا إياه بأنه «تخميني» لـ اكسبريس تريبيون.

#### جائزة العين العامة
كان جي فور إس أحد المرشحين لجائزة بابلك آي لعام 2013، وهو حدث مضاد أنشأته المنظمات غير الحكومية، والذي يمنح جائزة أسوأ شركة في العام.

#### الموظف عمر متين
ظهرت جي فور إس في الأخبار في يونيو 2016 بسبب الموظف عمر متين، المسلح الذي يقف وراء واحدة من أسوأ حوادث إطلاق النار الجماعي في تاريخ الولايات المتحدة،  الذي تم توظيفه كحارس أمن من قبل الشركة. في أكتوبر 2006، بدأ ماتين العمل كمتطوع في وزارة الإصلاحيات في فلوريدا، حيث تم تعيينه في مؤسسة مارتن الإصلاحية. في رسالة يشرح فيها سجل الأحداث كجزء من طلبه الناجح، أوضح متين حادثة اعتقاله في المدرسة عندما كان في الرابعة عشرة من عمره. بعد إطلاق النار في مذبحة جامعة فرجينيا في أبريل 2007، اقترح ماتين في فصل تدريب ضباط الإصلاحيات أنه سيحضر مسدسًا إلى الفصل. كتب بي إتش سكيبر، الذي كان مأمور السجن في المؤسسة، أنه «في ضوء الأحداث المأساوية في استفسار ضابط فيرجينيا للتكنولوجيا ماتين حول إحضار سلاح إلى الفصل، هو في أحسن الأحوال مزعج للغاية». بعد أيام، في 27 أبريل 2007، «تم فصل متين قسريًا» من البرنامج ولم يصبح أبدًا مسؤول إصلاحيات معتمد.
ثم عمل ماتين في شركة الأمن البريطانية جي فور إس سكيور سوليوشنز في جوبيتر، فلوريدا، من سبتمبر 2007 حتى وفاته. قالت الشركة إن عرضين لفيلم متين - أحدهما تم إجراؤه عند التوظيف والآخر في عام 2013 - لم يرفع أي علامات حمراء. ومع ذلك، أقال جي فور إس متين من منصبه في محكمة بسبب التهديدات التي وجهها لزملائه في العمل، بما في ذلك تهديد واحد حيث ادعى أنه قد يقتل القاعدة عائلة أحد نائبه. وكان متين قد زعم أن زملائه في العمل ونواب المحكمة كانوا يبدون تعليقات عنصرية تجاهه. على الرغم من ذلك، «أبقت جي فور إس على ماتين كموظف» لكنها نقلته «إلى كشك في مجتمع مسور في مقاطعة بالم بيتش». لم يخبروا المجتمع أو شركة إدارة الممتلكات الخاصة به عن سبب نقله هناك.
يحمل متين تصريح حمل مخفي نشط ورخصة حارس أمن مسلح. وقيل إنه اجتاز اختبارًا نفسيًا وفحصًا طبيًا أجراه الدكتور سيد شفيق الرحمن، الذي كان على صلة وثيقة بأسرة متين. كما لوحظ أن متين ليس له سوابق جنائية. وفقًا لسجلات الترخيص، كان مطلق النار ماهرًا وسجل في النسبة المئوية 98 بمسدس نصف آلي عيار 9 ملم.
بعد إطلاق النار، نفى عالم نفسي، قيل إنه قام بتقييم وتطهير متين للحصول على ترخيص الأسلحة النارية الخاص به في عام 2007، وفقًا لسجلات شركة الأمن جي فور إس، لم يلتق به أو عاش في فلوريدا في ذلك الوقت، وقال إنها فعلت ذلك. توقفت عن ممارستها في فلوريدا في يناير 2006. اعترفت جي فور إس بأن استمارة ماتين بها «خطأ كتابي»، وأوضحت أنه بدلاً من ذلك تمت تبرئته من قبل رحمن، الذي كان من نفس الشركة التي اشترت عيادة الطبيب التي سميت خطأ. لم يجر الرحمن مقابلة مع متين، لكنه قيم نتائج الاختبار القياسي المستخدم في الفحص الذي أجراه قبل تعيينه.

##### قضايا الفحص لعمر متين
بموجب قانون ولاية فلوريدا، لكي يعمل كحارس مسلح، كان مطلوبًا من الشركة إما إجراء تقييم نفسي كامل لماتين، أو إجراء «اختبار نفسي مكتوب مصدق عليه». كان الاختبار الذي تم إجراؤه هو جرد شخصية مينيسوتا متعدد الأطوار المحدث (إم إم بي آي -2)، وهو اختبار يستخدم لفحص الوظائف وقضايا المحكمة التي تتطلب من الخاضعين له الموافقة أو عدم الموافقة على عبارات مثل «روحي تترك جسدي أحيانًا» و «مرة واحدة في بعض الوقت أفكر في أشياء سيئة للغاية للحديث عنها». قالت كارول نودلمان، عالمة النفس المدرجة في شهادة الشخصية التي قدمتها جي فور إس إلى الدولة، إنها توقفت عن العمل في الشركة في عام 2005 وتنفي أنها قابلته على الإطلاق. قالت جي فور إس إن ماتين لم تتم مقابلته من قبل طبيب نفساني، ولكن بدلاً من ذلك، قام طبيب نفساني بتقييم نتائج الاختبار القياسي المستخدم في عروض الوظائف، وتم تقييم اختباره من قبل الشركة التي اشترت ممارسة نودلمان: مقر التقييم النفسي، الذي تملكه الدكتورة جوان باولينج . وقالت جي فور إس إن هذا كان «خطأ كتابي». في 10 سبتمبر 2016، فرضت وزارة الزراعة وخدمات المستهلك في فلوريدا غرامة قدرها 151.400 دولار على جي فور إس لتقديمها معلومات اختبار نفسية غير دقيقة بعد أن وجدت أن الطبيب النفسي الذي كان رأيه ضروريًا للسماح لماتين بحمل سلاح لم يكن يمارس مهام الفحص. بين عامي 2006 و 2016، تم تقديم 1514 نموذجًا يتضمن اسم نودلمان بشكل خاطئ. كان شكل متين من بين الذين تم التحقيق معهم.
لم تكن الشركة على علم بسجل اعتقال الأحداث المختوم والمشطوب الخاص بـ ماتين بتهمة ارتكاب جنحة. على الرغم من أنهم تحققوا من وظيفته  إلا أنهم أخذوا ماتين في كلمته بأنه تم فصله من العمل كمتدرب في الإصلاحيات في فلوريدا لفشله في الإبلاغ بسبب الحمى. تم فصله في الواقع بسبب تخطي الدروس، والنوم في الفصل، وسؤاله بعد يومين من إطلاق النار في مذبحة جامعة فرجينيا إذا كان زميله في الفصل سيخبر ما إذا كان قد أحضر مسدسًا إلى الفصل. خلال فترة تدريبه أيضًا، قال زميل متدرب إنه هدد بقتل الجميع في حفلة شواء بعد أن لمس الهامبرجر قطعة لحم خنزير، وتم اصطحابه خارج مكان الإقامة.

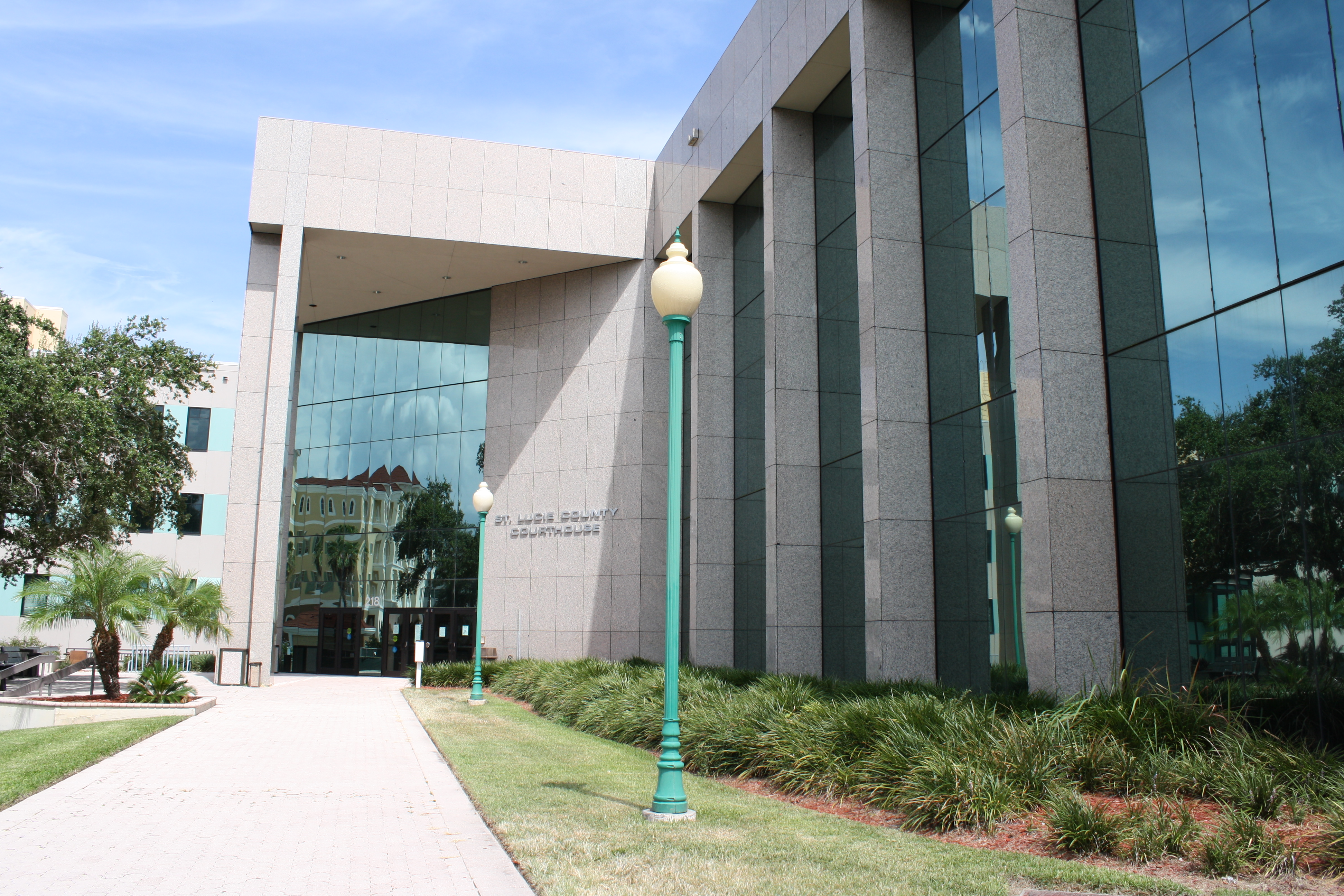
كان عمر متين يحرس محكمة مقاطعة سانت لوسي في عام 2013. بعد تحقيقه من قبل مكتب التحقيقات الفيدرالي، نقلته جي فور إس لحراسة مجتمع مسور في بالم بيتش.

في عام 2010، تم تصوير ماتين على شريط فيديو أثناء العمل الأمني لشركة جي فور إس في موقع متعلق بالتسرب النفطي في خليج المكسيك عام 2010. تم تضمين وصفه الساخر لحالة العمل في الفيلم الوثائقي لعام 2012، الإصلاح الكبير.
من خلال العمل مع ماتين في محكمة مقاطعة سانت لوسي في عام 2013، قال أحد زملائه في العمل إنه اشتكى إلى رؤسائه في جي فور إس من الخطابات العنيفة والعنصرية والمتكررة التي يرتكبها ماتين، لكن الشركة تجاهلته. ونفت جي فور إس وجود سجل لتلك الشكاوى. بعد أن ادعى متين لزملائه في العمل وجود صلة عائلية بالقاعدة وقال إنه عضو في حزب الله، استدعى مكتب عمدة المقاطعة مكتب التحقيقات الفيدرالي. وطالب مكتب المأمورة في سانت لوسي بأن يتوقف ماتين عن توفير الأمن للمحكمة. عندما علمت جي فور إس أن مكتب التحقيقات الفيدرالي كان يحقق مع ماتين، لم يطردوا ماتين ولكنهم نقلوه إلى الحراسة الجنوبية لقرية بي جي إيه، وهي مجتمع مسور في مقاطعة بالم بيتش.

## عمليات

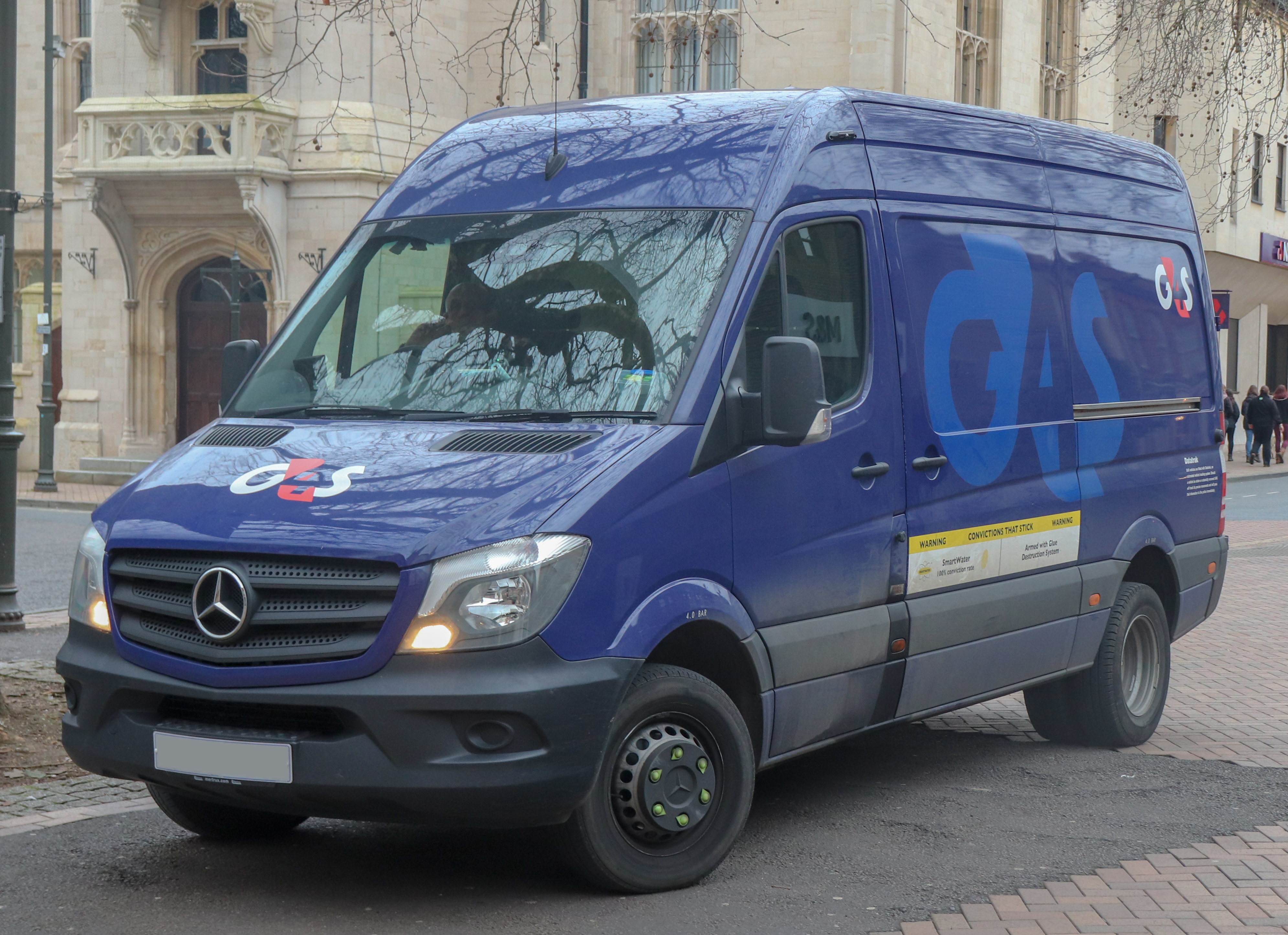
سيارة جي فور إس مرسيدس بنز سبرينتر.

### أنشطة

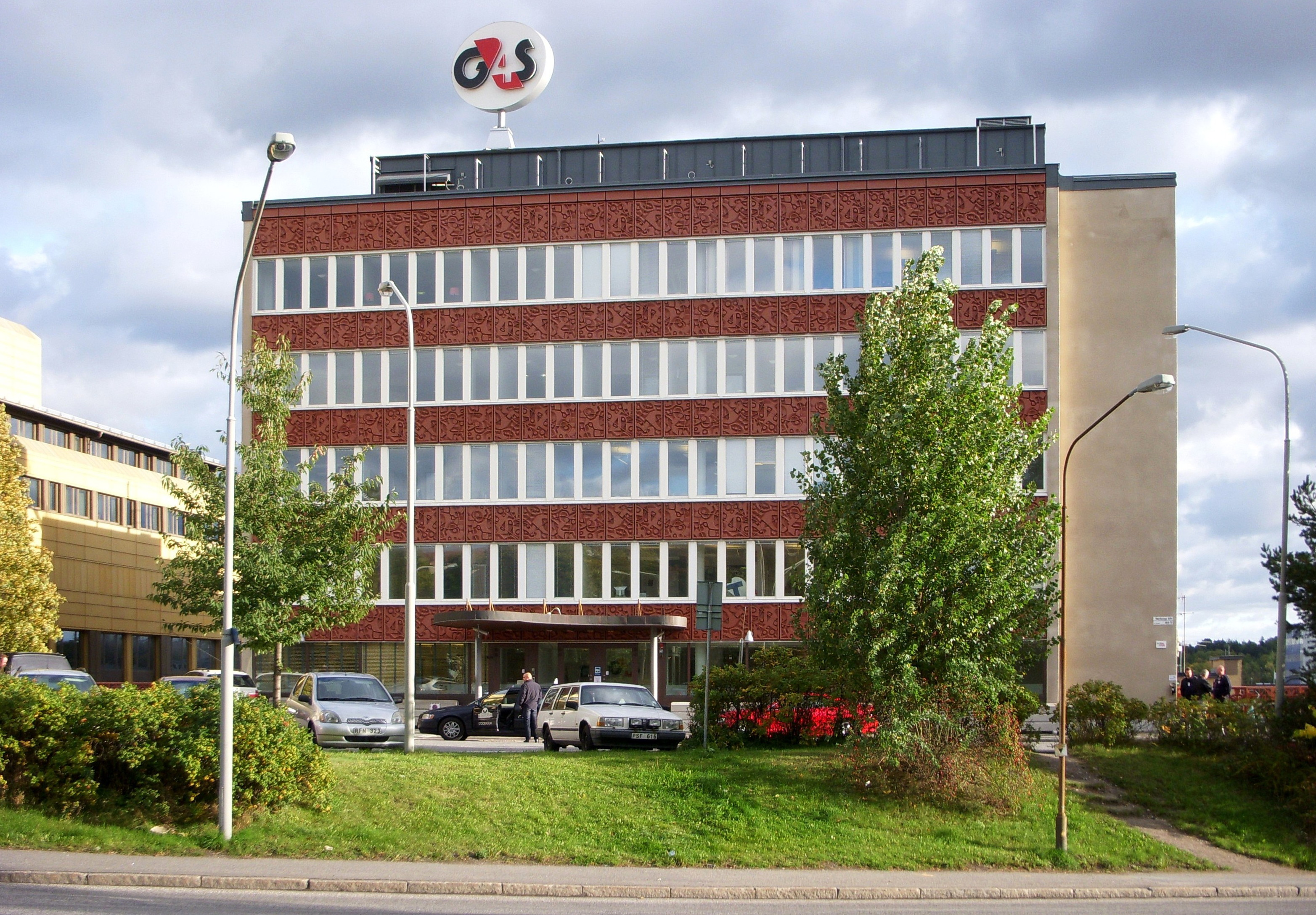
مكاتب جي فور إس السابقة في فاستبرجا، ستوكهولم بالسويد.